# Pachydissus titan
Pachydissus titan là một loài bọ cánh cứng trong họ Cerambycidae.